# Mastopessia

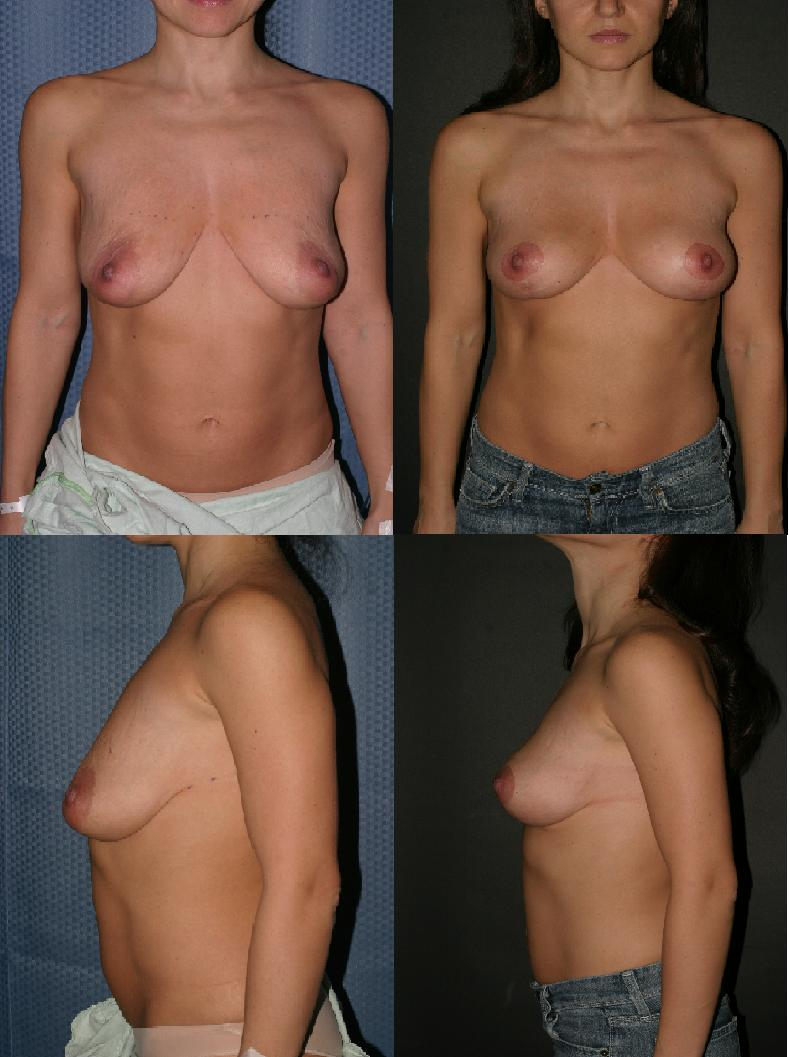
mastopessia, confronto tra prima (a sinistra) e dopo a destra

Per mastopessia, in campo medico, si intende un procedimento chirurgico di formazione ricostruttiva, utilizzato per sollevare le mammelle. Tale operazione può essere scelta dal soggetto quando vi è una perdita di tonicità. Dalla fine degli anni 1990 e fino al 2007 la percentuale di donne che utilizzano tale operazione è aumentata di oltre il 500%.

## Caratteristiche
Dopo un'anestesia che può essere locale o totale, l'intervento chirurgico avviene tramite iniziali incisioni e con successiva rimozione della cute in eccesso, fornendo un effetto di lifting alle mammelle.
La perdita di tonicità avviene con l'età avanzata, per atrofia, ipertrofia della ghiandola mammaria, l'allattamento e la gravidanza.
L'intervento viene scelto anche in caso di notevole perdita di peso, fornendo alle persone risultati soddisfacenti. Negli ultimi anni si stanno studiando varie tecniche di utilizzo della mastopessia, per garantire il più a lungo possibile gli effetti.

## Complicanze
Essendo un'operazione chirurgica vi possono essere anche delle complicanze, fra cui: comparsa di ematomi, insorgenza di infezioni, ptosi anche se la percentuale di insorgenza è molto bassa (nessuna delle complicanze supera il 4% dei casi) e per un'operazione malriuscita può risultare una successiva asimmetria mammaria e comparsa di cicatrici sul corpo. In concomitanza con l'inserimento di una protesi le complicanze aumentano, rispetto alla normale procedura.

## In combinazione con la mastoplastica
Spesso si vuole utilizzare la mastopessia in combinazione con la mastoplastica per riuscire ad avere un effetto estetico migliore, questo però comporta oltre ad una serie di complicazioni, anche la possibilità che l'operazione si debba rifare in seguito, per ovviare a tali difetti si stanno sperimentando nuove tecniche che producono meno danni all'organismo.

## Recupero post-operatorio
In seguito all'operazione la persona deve stare al riposo e non sforzarsi in alcun modo, il lavoro potrebbe essere svolto solo se non comporta alcuna attività fisica, normalmente sono necessarie almeno due settimane come periodo di recupero.